# Afton Mi'kmaq
Afton Mi'kmaq (Afton Mi'kmaq First Nation, Paq'tnkek First Nation) je jedna od bandi ili 'prvih nacija' Micmac Indijanaca naseljenih na području distrikta Eskikewákik, u kanadskoj provinciji Nova Škotska, u okrugu Antigonish.
Danas imaju tri rezervata (reserves), a to su: Franklin Manor No.22 (dio), Pomquet And Afton 23 i Summerside 38.Populacija im je 2008. iznosila 519, od čega 140 van rezervata.
Danas su dio konfederacije ili plemenskog vijeća CMM (The Confederacy of Mainland Mi'kmaq) u kojem ih zastupa jedan od šest poglavica. U Bayfieldu imaju malenu crkvicu Svete Ane.
Plemensko vijeće sastoji se od 4 vijećnika (Albert M. Julian, Anne Marie Paul, Robert Phillips Pictou i Kerry Prosper). Poglavica je Michael Gerard Julian.